# Палу (Тренто)
Палу је насеље у Италији у округу Тренто, региону Трентино-Јужни Тирол.
Према процени из 2011. у насељу је живело 767 становника. Насеље се налази на надморској висини од 550 м.